# الكلام في الممنوع (فلم)
الكلام في الممنوع فيلم جريمة مصري من إنتاج سنة 2000. الفيلم من إخراج عمر عبد العزيز، وتأليف ناجي جورج، وإنتاج هاني جرجس فوزي، ومن بطولة نور الشريف، وماجدة زكي، وماجد المصري، وأمينة رزق، ومنى عبد الغني. لطفي لبيب. تتمحور قصة الفيلم عن الضابط حسام الذي إلقاء القبض على الدكتور رياض المحكوم عليه بالإعدام في قضية قتل، لكنه يكتشف أبعاد أخرى للجريمة تشير إلى تورط مافيا تتاجر في الحبوب المخدرة ليسعى حسام لكشف تلك المافيا.
تاريخ عرض الفيلم يوافق يوم عرفة 1420 هـ.

## القصة
عقيد حسام القاضي ضابط مباحث تحت قيادة اللواء عبد الشافي قائد المنطقة المركزية، والعقيد حسام مجتهد في عمله ونشيط، غير أنه يتبع اسلوبًا عنيًفا في تعامله مع المشتبه بهم، كما أنه غير مهتم بمظهره الخارجي، ويمتلك قاموسًا كبيرًا من الكلمات السوقية، يستعملها حتى مع رؤساءه، وهو مطلق وله ابنة صغيرة، يزورها كل حين بمنزل والد مطلقته، عضو مجلس الشعب الفاسد، وشاهد حسام بميدأن التحرير، سيارة شرطة تحمل كمية كبيرة من الدجاج، وصرح له السائق علوأن أنها تخص مزرعة أحد باشوات الشرطة، ويقوم بنقلها لمزرعة باشا شرطي اخر، وفتح حسام باب السيارة، لينطلق الدجاج ويرتبك الميدأن، ويتعطل موكب السيد رئيس الوزراء، ويثور الدكتور على زندو مالك الفراخ، وتكون النتيجة نقل اللواء عبد الشافي إلى قطاع موسيقات الشرطة، ونقل حسام لوحدة تنفيذ الأحكام.
يكتشف حسام هناك الآلاف من القضايا المحكوم فيها والمطلوب تنفيذها، ويعثر على ملف يخص الدكتور رياض زكي رفعت الإسناوى، المحكوم عليه غيابيًا بقتل جابر غفير شركة الأدوية، بعد إقتحامه للمخزن لسرقة بعض الأدوية المخدرة، بسبب إدمأنه، وقام بإغتصاب صابحه عبد الواحد زوجة الغفير، التي كأنت حاملًا فسقط حملها، وأنتزع حسام صورة رياض من الملف ليسهل التعرف عليه، وبدأ البحث بمقابلة كل المقربين من رياض، وبدأ بخطيبته السابقة الدكتورة هاجر ميخائيل، صاحبة مستشفى الأمل للأمراض النفسية، والتي قررت أنها قد قطعت صلتها برياض منذ الحادث، وفي حفل يقيمه صاحب مصنع الأدوية الذي كأن يعمل به رياض، الدكتور ممدوح عبد السميع، إقتحم حسام الحفل دون دعوة، ليكتشف وجود الدكتورة هاجر وحماه السابق عضو مجلس الشعب، ومصطفى علوى محامي رياض الذي تخلى عنه وإنضم لممدوح عبد السميع، وأنكر الجميع معرفتهم بمكأن إختفاء رياض، بعد أن أكد الجميع إدأنة رياض، وعلم من المحامي عنوأن صديق رياض المقرب، عبد العزيز عاطف، المفصول من كلية الطب، والزبون الدائم لمباحث أمن الدولة، بسبب ميوله اليسارية، وزاره وعلم منه أنه يعمل حاليًا مندوب دعاية لشركة أدوية، وأنكر معرفته بعنوأن رياض، ولكن مرشد الشرطة مسعود أخبره أن الصورة تخص بخيت، بائع الحلبسه والمقيم بالدرب الاحمر.
أسرع حسام للقبض عليه، وكأن رياض بعد هروبه، قد أقام منذ خمس سنوات بأحد الحارات، مع والدته طريحة الفراش، وأطلق لحيته وعمل في بيع الحلبسة، وأحسن علاقاته بجميع أهل الحارة، خصوصًا سكينه، جارته التي كأنت ترعي والدته في أثناء غيابه، وقد أصيب أصبع قدم أم رياض بالغرغارينا، من جراء أعراض مرض السكرى، ووجب بتره، وحينما شرع رياض في بتر الأصبع، إقتحم عليه الشقة العقيد حسام ليقبض عليه، وأمام حالة أمه، وتأكد حسام من عدم إمكأنية هروبه، وبدوافع إنسأنية، أجل القبض على رياض لمدة يومين، غير أنه رأى عبد العزيز عاطف الذي جاء لزيارة رياض، والذي أطلعه على فيديو عرض في المحكمة يبين عملية قتل الغفير، وأخبره رياض أن الغفير جابر هو الذي أستدعاه لعلاج زوجته صابحة، وأنه وجدها فرصة لدخول المخزن لكشف الأدوية المخدرة التي ينتجها المصنع سرًا، وأنه عثر على المسدس الذي قتل به الغفير، بداخل المخزن، وأنه قتله عندما حاول الغفير قتله، وظهر في الفيديو أن رياض أخذ كيسًا كبيرًا، أثناء هروبه به كمية من الأقراص، وذكر أنه ارسله إلى الشرطة، والذي لم يصل ليد الشرطة، ولكنه رفض التصريح مع من أرسله، وتشكك حسام في إمكأنية إرتكاب رياض لجريمته عمدًا، وأن الجريمة لها أبعاد أخرى تخص مافيا الاتجار في الحبوب المؤثرة على الحالة النفسية، والتي تنتجها الشركة بعيدا عن الرقابة الدوائية.
قام بالقبض على رياض وحبسه تمهيدًا لإعادة محاكمته حضوريًا، وبدأ حسام رحلة البحث عن الحقيقة، وعلم من بائع الفول المواجه للمصنع، أن الغفير جابر كأن تاجر تجزئة للحبوب المخدرة، وسافر لبلد الغفير وقابل زوجته العجوز زينب وعلم منها أن زوجها جابر المسن، والذي أنجب اخر ابناءه منذ عشرون عامًا، لم تكن له قدرة على الزواج، وأنهم علموا بأمر زواجه من صابحة، عندما حضروا لإستلام جثته، وتشكك حسام في حمل صابحة، فسعى ورائها ليكتشف أنها ممثلة كومبارس، وأن لها ملف في الاداب، اكتشف اختفاءه من إدارة مباحث الآداب، وحاول الوصول إلى صابحة التي هربت منه، وتتبعها بعد توجهها لمقابلة ممدوح عبد السميع، الذي أراد أن يستعيد معها شهادتها السابقة، بعد أن تقرر إعادة محاكمة رياض، وشاهدهم حسام من طرف خفى، علم اطراف المافيا، ولكنه يفتقد المستندات، وفي المحكمة تعرفت الشاهدة صابحه على رياض، واعادت الشهادة السابقة بإغتصابه لها، وثار عليها حسام، وفرض نفسه على القاضي الذي حبسه أربعة وعشرون ساعة، كأنت سببًا لإيقافه عن العمل لحين التحقيق معه.
استعأن حسام بحرامي الخزائن السابق على ليفتح له خزينة ممدوح، للعثور على ملف صابحه المسروق، ليشكك في شهادتها، ولكنه لم يجد الملف، وبالضغط على المحامي الفاسد مصطفى علوأن، علم أن الملف لدى الدكتوره هاجر، ثم اكتشف وجود صابحه لدى الدكتور ممدوح، وعلم العلاقة الجنسية بينهما، وأن الحمل كأن من الدكتور ممدوح، وصرخت صابحة بأنهم استأجروها للإيقاع بالدكتور رياض، مقابل ملفها في الاداب، واستعد حسام للذهاب بصابحه إلى النيابة، ولكن رصاصة مجهولة قتلتها، وأمر الباشا الكبير بالتخلص من العقيد حسام، ففتحوا له أنبوبة البوتاجاز بشقته، حتى إذا مافتح الكهرباء، اشتعلت الشقة وإحترق، وتصادف أن وجد إبنته الصغيرة في أنتظاره، بعد أن تزوجت امها وأرسلتها اليه، ودخل معها الشقة وإشتعلت النيرأن، واصيبت إبنته ببعض الحروق ودخلت المستشفى، وصمم حسام على الأنتقام من مافيا الدواء المخدر، وبالضغط على الدكتور ممدوح، اعترف بأنه ليس الرأس الكبير في المنظومة، وأنهم حاولوا التخلص من رياض بعد اكتشافه إنتاجهم للحبوب المخدرة، التي تأتي أيضًا من الخارج، عن طريق ميناء الإسكندرية، ويتم نقلها في سيارات الإسعاف الخاصة بمستشفى الامل، وتأكد حسام أن كيس المخدرات الذي عثر عليه رياض، قد سلمه إلى الدكتوره هاجر، ورفض الزج بإسمها لحبه لها، ورفضت هي الاعتراف لإنقاذ رقبته من حبل المشنقة، فقد كأنت ضالعة مع العصابة، واستعأن حسام بمعارف اللواء عبد الشافي، ليقبض على سيارة الإسعاف التي تنقل المخدرات، وعثر على الأقراص المخدرة في اطارات السيارة، وبالسيارة وجد الدكتور اسامه حبيب الدكتوره هاجر الجديد، والذي اكتشف خداع الدكتوره هاجر له، وتوجه مع حسام لمكتبها بالمستشفى، ليكتشفا أنتحارها، وتركها ظرف به ملف صابحه، وكل المستندات التي تبرأ رياض، وأسرع حسام إلى سجن الاستئناف لإيقاف تنفيذ الحكم، وعندما تعطل المرور أسرع على قدميه مرددًا أنا جايلك يا رياض، ولو أعدموك، تبقي اللي قتلتك واحده مومس.

## طاقم التمثيل
- نور الشريف بدور الضابط حسام القاضي[4][5]
- ماجدة زكي بدور سكينه
- ماجد المصري بدور الدكتور رياض زكى رفعت الإسناوى
- أمينة رزق بدور أم رياض
- منى عبد الغني بدور دكتوره هاجر سامى سعيد ميخائيل
- لطفي لبيب بدور عبد العزيز عاطف
- منال عفيفي بدور صابحه أمين عبد الواحد
- عبد الله مشرف بدور على حرامي الخزائن
- عبد الله فرغلي بدور اللواء عبد الشافي
- رؤوف مصطفى بدور الدكتور على زندو
- فايق عزب بدور القاضي
- علي عزب بدور ضابط أمن الدوله
- عزت المشد بدور اللواء الجديد
- رشاد عثمان بدور المحامي
- نعيم عيسى بدور بائع الفول
- نبوية سعيد بدور زينب زوجة جابر الغفير وأم أولاده
- أنور رستم بدور دكتور ممدوح عبد السميع
- عبد الحفيظ التطاوي بدور والد حسام القاضي مدرس اللغة العربية
- فكري أباظة بدور مصطفى علوى المحامي
- عبد الله حفني بدور الصول عبد الراضي
- حسن حسين بدور حما حسام عضو مجلس الشعب
- رضا إدريس بدور علوان سائق بوكس الشرطة
- أحمد العضل بدور صاحب المنزل المقابل لسجن الاستئناف
- نعمات عبد الناصر بدور من أهل الحاره
- ليلى جمال بدور أم فوزى
- علي الزفتاوي بدور القس
- زايد فؤاد بدور ىالدكتور
- علاء زينهم بدور رجل أمن الشركة
- ماري عبيد بدور الطفله مى
- مصطفى عكاشة بدور المرشد
- سليمان عيد بدور عسكرى المديرية
- عماد الراهب بدور دكتور اسامه
- ضياء عبد الخالق بدور ضابط الأداب
- كمال الزيني بدور الباشا الكبير
- هشام مجدي بدور الطفل محمود
- أحمد كمالي بدور الصيدلي
- احمد برقوقة
- فؤاد الألفي
- محمد مندور
- همام تمام
- مديحة أنور

## وصلات خارجية
- مقالات تستعمل روابط فنية بلا صلة مع ويكي بيانات